# San Jose, Quần đảo Dinagat

Bản đồ của Quần đảo Dinagat với vị trí của San Jose

San Jose là một đô thị hạng 5 ở tỉnh Quần đảo Dinagat, Philippines. Theo điều tra dân số năm 2000, đô thị này có dân số 25.532 người trong 4.917 hộ.

## Các đơn vị hành chính
San Jose được chia thành 12 barangay.
- Aurelio
- Cuarenta
- Don Ruben Ecleo (Baltazar)
- Jacquez
- Justiniana Edera
- Luna
- Mahayahay
- Matingbe
- San Jose (Pob.)
- San Juan
- Santa Cruz
- Wilson